# إزرائيل أوتشوا
إزرائيل أوتشوا (بالإسبانية: Israel Ochoa)‏ هو دراج كولومبي، ولد في 26 أغسطس 1964 في Paipa ‏ في كولومبيا.

## وصلات خارجية
- إزرائيل أوتشوا على موقع أرشيف الدراجات (الإنجليزية)
- إزرائيل أوتشوا على موقع إحصائيات الدراجات الإحترافية (الإنجليزية)
- إزرائيل أوتشوا على موقع CycleBase (الإنجليزية)